# Gufo (Marvel Comics)
Il Gufo (Owl), il cui vero nome è Leland Owlsley, è un personaggio dei fumetti, creato da Stan Lee (testi) e Joe Orlando (disegni), pubblicato dalla Marvel Comics. La sua prima apparizione avviene in Daredevil (Vol. 1) n. 3 (agosto 1964).
Avido finanziere fraudolento divenuto supercriminale, come sottolinea il suo nome di battaglia, il Gufo è ossessionato dagli uccelli (in modo particolare i gufi) tanto da sottoporsi a continui esperimenti per modificarsi geneticamente e diventare sempre più simile a loro. È un nemico ricorrente di Devil, dell'Uomo Ragno e della Gatta Nera.

## Storia editoriale
Dopo il suo debutto su Daredevil (Vol. 1) n. 3, dell'agosto 1964, il personaggio è stato presente unicamente nella suddetta testata come avversario di Devil per tutta la durata degli anni sessanta e settanta, con la sola eccezione di un'apparizione in The Cat (Vol. 1) n. 2, datato gennaio 1973. Dal dicembre 1982, con Peter Parker, The Spectacular Spider-Man (Vol. 1) n. 73, il Gufo inizia tuttavia a comparire sempre più di frequente anche in veste di nemico dell'Uomo Ragno.
Secondo l'idea originaria di Bob Layton, sceneggiatore di X-Factor nel 1986, il Gufo avrebbe dovuto essere il misterioso padrone dell'Alleanza del male ma, dopo che Louise Simonson sostituisce Layton alle redini della testata, l'idea viene cestinata portando alla creazione di Apocalisse per sostituire il personaggio.

## Biografia del personaggio
Nativo di New York, Leland Owlsley, soprannominato "Il Gufo di Wall Street" ("The Owl of Wall Street"), è un implacabile finanziere che imbianca denaro per la mafia i cui contatti col mondo del crimine vengono a galla grazie a un'ispezione fiscale e al conseguente intervento dall'FBI. Scagionatosi scaricando tutte le colpe su George Grey, un suo impiegato prestanome che ha firmato al suo posto tutti i documenti illegali, viene nuovamente incriminato nel momento in cui Grey, timoroso di finire in prigione, si suicida gettandosi sotto una macchina in corsa. Ciò porta il Gufo a abbandonare ogni pretesa di rispettabilità e decidere di diventare un supercriminale. Costruitosi una base segreta presso il fiume Hudson, il Nido (Aerie), e assunto un siero che gli permette di planare per brevi distanze, l'aspirante signore del crimine di New York inizia a reclutare uomini e forma la Banda del Gufo. La sua organizzazione viene però stroncata sul nascere dall'intervento di Devil, che lo costringe a darsi alla fuga, salvo poco dopo venire rintracciato dalla polizia e arrestato.
Una volta evaso, il Gufo torna ad affrontare in varie occasioni Devil anche nel periodo in cui questi fa coppia con la Vedova Nera e provando, senza successo, ad allearsi con Mister Hyde. Trasferite brevemente le sue ambizioni a Chicago, il Gufo diventa il primo supercriminale affrontato da Greer Nelson (Donna Gatto) nella sua carriera da supereroina.
Fatto ritorno a New York e scoperto che le sue ossa sono divenute cave a causa del siero rendendolo incapace di camminare senza uno speciale tutore per le gambe, il Gufo tenta nuovamente l'ascesa a re del crimine affrontando Devil assieme a Man Bull ma viene sconfitto e precipita in un fiume ghiacciato rischiando la morte per ipotermia. Ignorando i pareri medici, poco tempo dopo torna in azione affrontando Devil e l'Uomo Ragno, finendo brevemente in coma per lo sforzo e scoprendo, al suo risveglio, di essere divenuto sia paraplegico che incapace di volare; stretto un patto col Maggia e ottenuta da loro una sedia a rotelle ipertecnologica, tenta invano di vendicarsi dell'Uomo Ragno e della Vedova Nera. Successivamente la sua salute inizia a migliorare, impara a camminare con una sorte di esoscheletro e affronta l'Uomo Ragno e la Gatta Nera tentando di stringere un'alleanza col Dottor Octopus che però, non volendone sapere, lo scaraventa da un tetto. 
Sopravvissuto per miracolo, il Gufo ruba un'auto per sfuggire alla polizia e rapisce due bambini venendo però affrontato e sconfitto da Luke Cage, Pugno d'acciaio e Jessica Jones, nella sua prima e unica notte di ronda come "Knightress".
In seguito al vano tentativo di estorcere a Curt Connors la sua formula mutagena per recuperare l'uso delle gambe e di diventare un barone della droga, il Gufo viene nuovamente arrestato dai Fantastici Quattro. Durante il periodo passato in prigione la sua mutazione progredisce incrementando la sua percezione visiva e uditiva, le sue capacità fisiche e la sua abilità di volo ma mutandone drasticamente la fisionomia. Dopo un nuovo scontro con Devil, per un po' di tempo il Gufo sembra intenzionato a redimersi ma, infine, decide di proseguire la carriera criminale alleandosi prima con l'Avvoltoio e successivamente formando la Gang dei Quattro (assieme a Stilt-Man, Wylie Lemmick e Copperhead) per affrontare Devil e l'Uomo Ragno venendo nella prima occasione sconfitto e nella seconda, apparentemente, ucciso. Salvo poi ricomparire ancora vivo.
Dopo che Vanessa Fisk fa assassinare tutti i colpevoli dell'attentato alla vita di suo marito, il Kingpin, suddividendo poi le sue attività criminali tra i suoi più fidati luogotenenti, il Gufo viene deliberatamente escluso, cosa che lo irrita profondamente portandolo a prendere il potere nel mondo criminale grazie all'appoggio di Norman Osborn e arruolando numerosi supercriminali (tra cui Electro, l'Avvoltoio, Lapide e l'Uomo Assorbente) nelle sue file per combattere l'Uomo Ragno e la Gatta Nera consegnandosi infine spontaneamente allo S.H.I.E.L.D. dopo aver fatto infuriare l'Uomo Assorbente per aver cercato di venderlo come cocaina.
Rinchiuso a Ryker's Island, il Gufo assale Matt Murdock, imprigionatovi dopo che la sua doppia identità è stata resa pubblica, venendo brutalmente sconfitto ma riuscendo, diverso tempo dopo, a ristabilirsi, evadere e rubare un modello di Deathlok in custodia allo S.H.I.E.L.D. con l'intento di venderlo al mercato nero e servirsi dei profitti per ricostruire il suo impero. Il suo piano viene tuttavia scoperto da Hood che, per impadronirsi dell'androide assale il Gufo sparandogli diversi colpi di pistola in pieno petto. Miracolosamente sopravvissuto, forse grazie alla sua fisionomia mutata, dopo diversi mesi in ospedale viene nuovamente contattato dal Kingpin e assoldato come reclutatore di supercriminali per combattere Lady Bullseye e la Mano, dopodiché si scontra con Devil finendo nuovamente in ospedale.
Non appena dimesso tenta senza successo di riprendere i suoi traffici riuscendo comunque ad accumulare e nascondere numerosi tesori. Quando però i nuovi Sinistri Sei (Boomerang, Overdrive, Shocker, Speed Demon e Scarabeo) lo derubano, questi tenta di farli assassinare senza successo decidendo, infine, di allearsi con loro.

## Poteri e abilità
Il Gufo è dotato di un quoziente intellettivo elevatissimo ed è un eccellente stratega sul piano commerciale, tramite un non meglio precisato siero chimico ha poi acquisito la capacità di volare a sprazzi planando sulle correnti d'aria a un massimo di 5 m d'altezza per distanze non superiori a 30 m e con una velocità di 18 Km/h col vento a favore. Con gli anni, e la costante ingestione della formula, le sue abilità di volo divengono permanenti e la sua fisionomia inizia lentamente a mutare: le sue ossa divengono cave (rendendolo leggerissimo), la sua massa muscolare diviene in proporzione più densa a vantaggio di forza, agilità, resistenza e riflessi, i suoi polmoni sviluppano delle sacche d'aria, i suoi occhi acquisiscono l'abilità di muoversi indipendentemente l'uno dall'altro (incrementandone la vista), le sue orecchie si atrofizzano riducendosi a minuscoli fori uditivi (amplificando il suo udito) e il suo collo sviluppa delle vertebre aggiuntive rendendolo capace di ruotare la testa di 180°. Gli effetti collaterali della mutazione lo hanno tuttavia portato a sviluppare un comportamento più animale che umano, arrivando a cibarsi di topi vivi.
Come conseguenza dell'esposizione all'esoscheletro di cui si è servito nel periodo in cui è stato paralitico, la frequenza cardiaca del Gufo è salita a centinaia di battiti al minuto, mentre la sua temperatura corporea è scesa a 13 °C, rendendolo incapace di sudare. Inoltre, sebbene come arma si serva spesso di affilatissimi artigli d'acciaio retrattili applicati ai polsi, anche nelle mani ha artigli sufficientemente affilati da dilaniare un corpo umano, così come le sue zanne.
Normalmente il Gufo indossa inoltre un mantello antiproiettile speciale progettato con proprietà aerodinamiche che l'aiutano a stabilizzarsi e controllarsi meglio quando è in volo.

## Altre versioni

### Era di Apocalisse
Nella realtà alternativa de L'era di Apocalisse, il Gufo, così come Dirigible, Red e Arcade, fa parte del gruppo di traditori della razza umana noto come Marauders. Viene ucciso da Gwen Stacy e Clint Barton.

### Marvel Zombi
Nell'universo di Marvel Zombi, le versioni zombie del Gufo e di Testa di martello sono lacchè del Kingpin e vengono uccise da Punisher.

## Altri media

### Televisione
Il Gufo compare in un cameo muto in Spider-Man: The Animated Series.

#### Marvel Cinematic Univers
Leland Owlsley, interpretato da Bob Gunton, compare nella serie televisiva MCU Daredevil. In tale versione è un uomo d'affari incaricato di gestire il denaro sporco di Fisk come una sorta di "contabile". Considerando la relazione tra il suo capo e Vanessa come un segno di debolezza, cospira per assassinarla ma, fallito il tentativo, viene smascherato e tenta di estorcere del denaro a Fisk con l'intento di lasciare la città, ma, per tutta risposta, il boss criminale lo uccide.

### Videogiochi
- Il Gufo è un boss intermedio del videogioco per Super Nintendo Spider-Man: The Animated Series, ispirato alla serie omonima.